# Бенеш, Павел
Павел Бенеш (чеш. Pavel Beneš; 14 июня 1894, Прага — 31 мая 1956, Прага) — чешский авиаконструктор, один из сооснователей авиационного завода «Avia». Позже, работал главным инженером в ČKD-Praga, одной из крупнейших машиностроительных компаний в Чехословакии. Также основал авиастроительную компанию Beneš-Mráz в Хоцене.

## Биография
Обучался в Чешском техническом университете.
Ещё со времени обучения в гимназии, до начала Первой мировой войны, Павел Бенеш стал одним из пионеров авиаконструирования в Чехии (тогда входящей в состав Австро-Венгрии). В 1913 году он являлся одним из основателей Чешского авиационного клуба.
Первыми его конструкциями стали планеры. Первый его планер типа Albatros не увенчался успехом. В 1916 году он построил дельтаплан Lili, не котором смог совершить короткие полеты.
В 1919 году, уже в ставшей независимой Чехословакии, Бенеш, вместе с Мирославом Хайном основали компанию Avia, в которой и стали совместно выступать в роли главных конструкторов. Начали они с ремонта самолётов в мастерской на старом сахарном заводе в Высочанах. Год спустя они построили первый самолёт: Avia BH-1 — очень прогрессивно спроектированный для того времени моноплан с низким расположением крыла. Наименование BH было составлено из первых букв фамилий конструкторов. Производство моноплана продолжалось совместно с другими разработанными конструкциями. Это были, например, истребитель BH-3, двухместный спортивный BH-5, от которого пошли BH-9, BH-10 и BH-11 и которые соответственно успешно участвовали во многих отечественных и международных воздушных гонках. Чехословацкая армия использовала двухместные типы BH в качестве учебных и курьерских самолётов. Позже они начали выпускать бипланы, в том числе успешные истребители BH-21 и BH-33, которые выпускались по лицензии в других странах.
В 1929 году, после покупки компании Avia концерном «Шкода», Бенеш и Хайн перебрались в ЧКД-Прага. Здесь они совместно построили учебные самолёты Praga E-39 и E-41.
Пара Бенеша и Хайна раскололась в 1932 году, когда Хайн ушел в Letov.
Павел Бенеш основал Beneš-Mráz в 1934 году в Хоцене. Там он посвятил себя строительству спортивных и учебных самолётов вплоть до немецкой оккупации.